# Omid Ebrahimi
Omid Ebrahimi (persan : امید ابراهیمی), né le 15 septembre 1987 à Neka (en) dans la province de Mazandéran, est un footballeur international iranien, qui évolue au poste de milieu défensif. Il joue actuellement dans le club d'Al-Wakrah SC.

## Biographie

### Carrière internationale
Le 9 décembre 2012, il honore sa première sélection contre l'Arabie saoudite lors du championnat d'Asie de l'Ouest. Lors de ce match, Rouzbeh Cheshmi entre à la 60e minute de la rencontre, à la place de Payam Sadeghian. La rencontre se solde par un match nul et vierge (0-0).
Le 30 décembre 2014, il fait partie de la liste des 23 joueurs iraniens sélectionnés pour disputer la coupe d'Asie en Australie. Durant la coupe d'Asie, il dispute aucune rencontre.
Le 4 juin 2018, il fait partie de la liste des 23 joueurs iraniens sélectionnés pour disputer la coupe du monde en Russie. Le 15 juin 2018, il dispute sa première rencontre de coupe du monde contre le Maroc, lors d'une victoire 1-0 des iraniens.

## Palmarès

### En club
- Avec le Sepahan Ispahan
  - Champion d'Iran en 2011 et 2012
  - Vainqueur de la coupe d'Iran en 2013

- Avec l'Esteghlal Téhéran
  - Vainqueur de la coupe d'Iran en 2018

### Distinctions personnelles
- Nommé dans l'équipe type de la saison 2015, 2016, 2017 et 2018